# Reprezentacja Australii w krykiecie kobiet
Reprezentacja Australii w krykiecie kobiet – drużyna sportowa krykieta, reprezentująca Australię w meczach i turniejach międzynarodowych. Potocznie nazywana jest  Southern Stars. Za jej funkcjonowanie odpowiedzialny jest Cricket Australia.
Reprezentacja Australii jest aktualnym mistrzem świata i sześciokrotnym tryumfatorem z lat 1978, 1982, 1988, 1997, 2005 i 2013. Dwukrotnie reprezentacja ta zajmowała drugie miejsce. Do tej pory MŚ dwukrotnie rozgrywano w Australii. Australijki są także trzykrotnymi tryumfatorkami ICC Women's World Twenty20.

## Udział w imprezach międzynarodowych

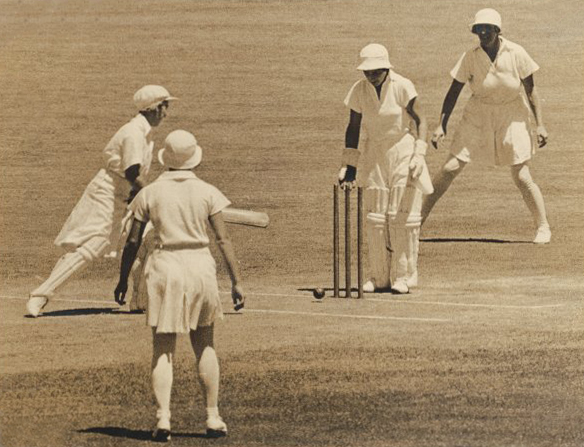
Mecz testowy w 1935 r. z udziałem reprezentantek Australii.

### Mistrzostwa świata
| Udział w mistrzostwach świata | Udział w mistrzostwach świata |
| Rok                           | Wynik                         |
| ----------------------------- | ----------------------------- |
| 1973                          | Wicemistrzostwo               |
| 1978                          | Mistrzostwo                   |
| 1982                          | Mistrzostwo                   |
| 1988                          | Mistrzostwo                   |
| 1993                          | Faza grupowa                  |
| 1997                          | Mistrzostwo                   |
| 2000                          | Wicemistrzostwo               |
| 2005                          | Mistrzostwo                   |
| 2009                          | Super 6                       |
| 2013                          | Mistrzostwo                   |
| 2017                          | –                             |
| 2021                          | –                             |

### ICC Women's World Twenty20
| Udział w ICC Women's World Twenty20 | Udział w ICC Women's World Twenty20 |
| Rok                                 | Wynik                               |
| ----------------------------------- | ----------------------------------- |
| 2009                                | Półfinał                            |
| 2010                                | Mistrzostwo                         |
| 2012                                | Mistrzostwo                         |
| 2014                                | Mistrzostwo                         |
| 2016                                | Wicemistrzostwo                     |
| 2016                                | –                                   |
| 2020                                | Kwalifikacja                        |
| 2022                                | –                                   |